# It Came from Beneath the Sea
It Came from Beneath the Sea (br: Monstro do Mar Revolto – pt: O Octopus) é um filme estadunidense, do ano de 1955, dos gêneros por ficção científica, terror e fantasia, dirigido por Robert Gordon.
Os roteiristas George Worthing Yates e Hal Smithtiveram a contribuição do escritor Ray Bradbury na construção do roteiro.

## Sinopse
Um monstruoso polvo radioativo está à solta no mar atacando embarcações. O capitão de um submarino atômico acompanhado de dois cientistas procuram pelo monstro, apesar do ceticismo da marinha. O polvo acaba por atacar a cidade de São Francisco trazendo terror e pânico à população.

## Elenco
| Nome                | Personagem                          |
| ------------------- | ----------------------------------- |
| Kenneth Tobey       | Comandante Pete Mathews             |
| Faith Domergue      | Professora Lesley Joyce             |
| Donald Curtis       | Dr. John Carter                     |
| Ian Keith           | Almirante Burns                     |
| Dean Maddox Jr.     | Almirante Norman                    |
| Chuck Griffiths     | Tenente Griff                       |
| Harry Lauter        | Delegado Bill Nash                  |
| Richard W. Peterson | Capt. Stacy                         |
| Tol Avery           | Estagiário da marinha               |
| William Bryant      | Piloto do helicóptero               |
| Del Courtney        | Assistente do secretário da marinha |
| Roy Engel           | Oficial na sala de controle         |
| Eddie Fisher        | McLeod                              |
| Sam Hayes           | Ele mesmo                           |
| Jules Irving        | Rei (King)                          |
| Jack Littlefield    | Aston                               |
| Rudy Puteska        | Marinheiro no salão                 |
| Ray Storey          | Repórter                            |
| William Woodson     | Narrador da abertura                |

## Produção
O filme foi feito com um orçamento baixo, a ponto de obrigar Ray Harryhausen a criar um polvo com apenas seis braços. Este detalhe passa despercebido do público devido ao movimento do monstro durante as cenas.